# روني كوكس
روني كوكس (بالإنجليزية: Ronny Cox)‏ مواليد 23 يوليو 1938 في كلاودكروفت، الولايات المتحدة، هو ممثل أمريكي بدأ مسيرته الفنية سنة 1972.

## الأعمال
- الخلاص
- بونانزا
- الاتجاه إلى المجد
- شرطي بيفرلي هيلز
- شجاعة
- روبوكوب
- توتال ريكول
- ستار تريك: الجيل التالي
- قتل في 1600
- ستارغيت إس جي 1

## روابط خارجية
- روني كوكس على موقع IMDb (الإنجليزية)
- روني كوكس على موقع ألو سيني (الفرنسية)
- روني كوكس على موقع ميوزك برينز (الإنجليزية)
- روني كوكس على موقع أول موفي (الإنجليزية)
- روني كوكس على موقع قاعدة بيانات برودواي على الإنترنت (الإنجليزية)
- روني كوكس على موقع قاعدة بيانات الأفلام السويدية (السويدية)
- روني كوكس على موقع إن إن دي بي (الإنجليزية)
- روني كوكس على موقع أول ميوزيك (الإنجليزية)
- روني كوكس على موقع ديسكوغز (الإنجليزية)
- روني كوكس على موقع قاعدة بيانات الفيلم (الإنجليزية)